# 赵立兴
赵立兴（1954年1月—），辽宁人，中华人民共和国政治人物、外交官。
2007年至2010年，任外交部新闻司参赞。2010年，接替火正德担任中华人民共和国驻几内亚大使。